# 황세득 황박 정려
황세득 황박 정려는 대한민국 충청남도 천안시 서북구에 있다. 1995년 5월 10일 천안시의 향토문화유산 제24호로 지정되었다.

## 개요
임진왜란에 참가하여 대승을 거둔 황세득, 황박을 기리는 정려이다.